# Erich Bürger (Gitarrist)

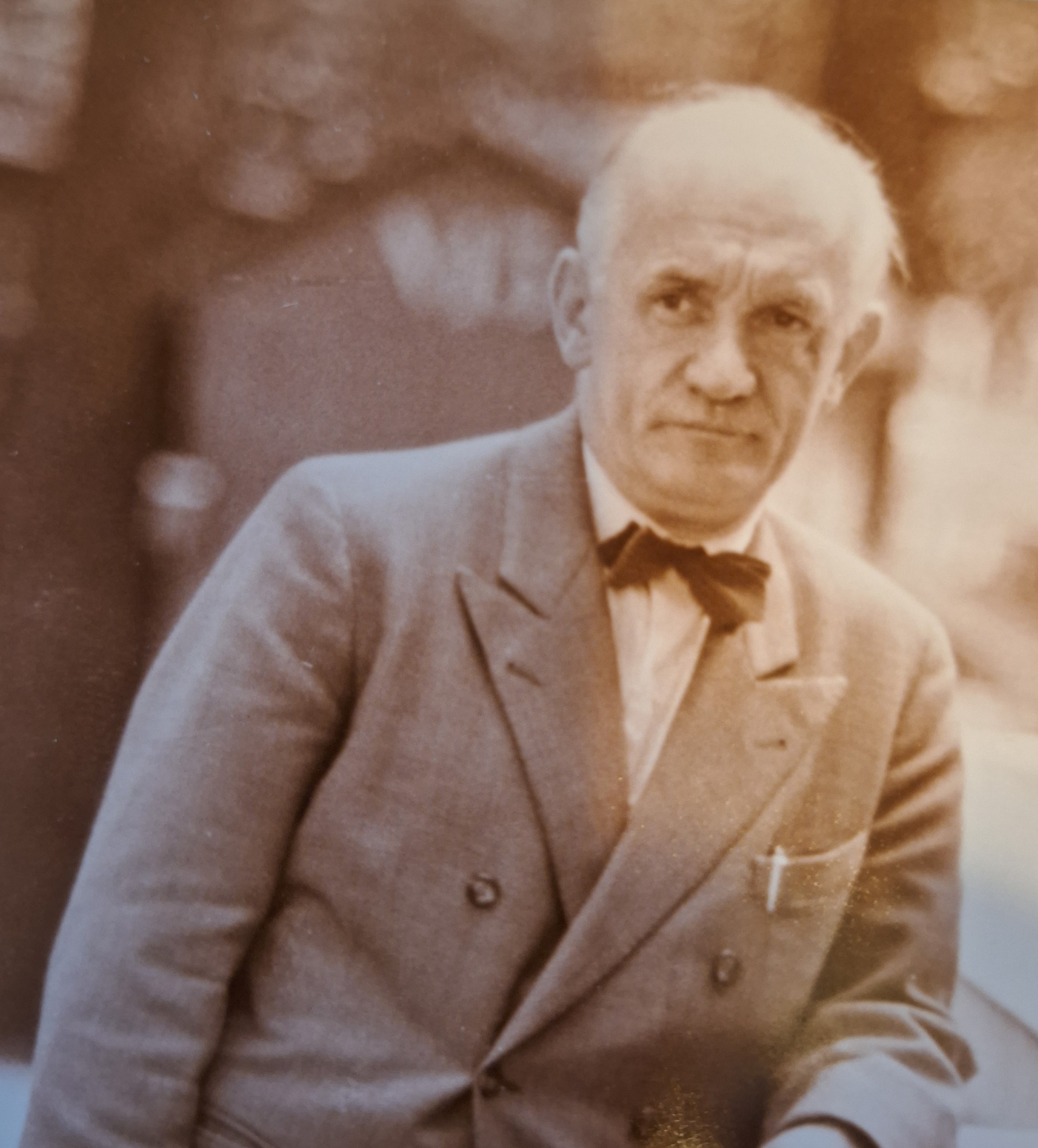
Erich Bürger

Erich Bürger (* 4. August 1902 in Berlin; † 8. Mai 1994 in Wiesbach (Pfalz)) war ein deutscher Gitarrist und Musikpädagoge.

## Leben
Bürger studierte nach Volksschulabschluss und einer Lehre als Maschinenschlosser Gitarre bei Bruno Henze, der auch in seiner Nähe in der Lützowstraße (Berlin-Tiergarten) wohnte, und bei Heinrich Jordan (1877–1935) in Berlin. Er wirkte als Gitarrist im Berliner Mandolinen- und Lautenorchester e.V. von 1896 (Leitung Carl Henze), im Berliner Kammer-Mandolinen-Orchester (Leitung Bruno Henze), an Theatern, der Deutschen Staatsoper sowie beim Film und Radio. Seit 1925 erteilte er als Geprüfter Gitarrenlehrer Unterricht.
Ab 1932 bildete Eich Bürger (Primgitarre) zusammen mit Bruno Henze (Quintbassgitarre/Arrangements), Willi Schlinske (1. Terzgitarre) und Gerhard Tucholski (2. Terzgitarre) das Berliner Gitarrenquartett. Von 1949 bis 1953 war es dann das Berliner Gitarrentrio, ohne Tucholski. Beide Formationen wurden bekannt durch Konzerte und Rundfunkaufnahmen.
Danach arbeitete er zehn Jahre im Berliner Ensemble unter Bertolt Brecht. Von 1951 bis 1972 lehrte er am Städtischen Konservatorium, das 1966 als Stern’sches Konservatorium der Hochschule für Musik Berlin angegliedert wurde. Zu seinen bedeutendsten Schülern gehörten Werner Pauli, Jürgen Kliem (1938–2021), Peter Weirauch, Herbert Simmeties (1941–1996), Carlo Domeniconi und Klaus-Michael Krause.
Seine bevorzugten Gitarren waren Instrumente von José Ramírez (1922–1995) und Hermann Hauser.
1955 wirkte er als Gitarrist beim Hörspiel Jedermann von Hugo von Hofmannsthal (Titelrolle: Wolfgang Borchert) mit (SFB 1955).
1957 veröffentlichte er zusammen mit dem Soloquartett des Berliner Rundfunks (Gesang) zwei Schallplatten (ETERNA 530 003 und 530 004). Die erste Schallplatte (Titel: Volkslieder) umfasst zwei Volkslieder und zwei Lieder von Hans Leo Haßler; die zweite Schallplatte (Titel: Frühlingszeit) umfasst drei Volkslieder sowie ein Lied von Johann Abraham Peter Schulz.
Im Januar 1958 wirkte er als Gitarrist mit bei der Schallplattenaufnahme Berliner Ensemble – Herr Puntila und sein Knecht Matti (ETERNA 710 006).